# Onthophagus furcatoides
Onthophagus furcatoides là một loài bọ cánh cứng trong họ Bọ hung (Scarabaeidae).